# リトルフューチャー
株式会社リトルフューチャーは、日本のボードゲーム製作会社である。

## 略歴・概要
株式会社リトルフューチャーは、2013年12月にエミユウスケにより設立されたボードゲーム制作会社。 社名の由来は「リトル（小さな）フューチャー（未来）、『この世にまだないすぐそこの未来を作る会社』」、 そして、「リトル（子供）フューチャー（将来）、『子供の未来を作る』」ことから。 会社設立当時はWEB制作をしていた。2014年頃からボードゲーム制作に取り組む。

## 作品
- 2014年5月 - 「サンゴク」
- 2014年11月 - サンゴク拡張セット「争覇の彼方」
- 2015年11月 - 「ワー！ワーウルフ」
- 2015年11月 - 「boketeカードゲーム」（ルール監修）
- 2015年11月 - 「クロノスハンター」（ルール監修）
- 2016年3月 - 「ゴールドエクスペリエンス～黄金体験～」
- 2016年5月 - 「サンゴクⅡ」
- 2016年11月 - 「ネコのきょうだいのひっこしやさん」
- 2017年5月 - 「キティズ」
- 2017年5月 - 「黄金体験」（リメイク）
- 2017年5月 - 「戦闘破壊学園ダンゲロスボードゲーム」（ルール監修）
- 2017年12月 - 「フルーツパティスリー」
- 2018年5月 - 「東京サイドキック」
- 2018年12月 - 東京サイドキック拡張「デッドオンジアサイラム」
- 2019年5月 - 「オンリーユー」
- 2019年5月 - 東京サイドキック拡張セット第二弾「ボーダーライン」